# ジャクソン郡 (サウスダコタ州)

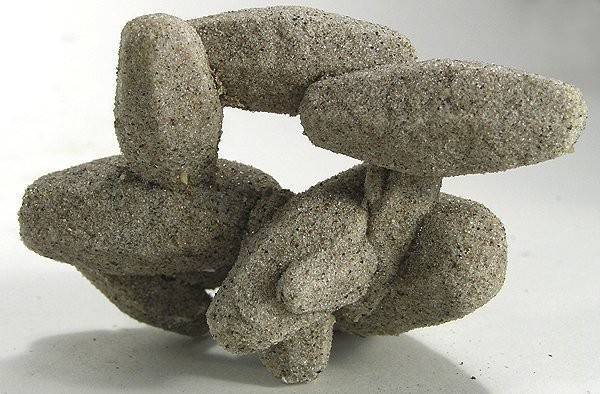
奇妙な形状の方解石標本、内部は砂粒が凝集されている。ジャクソン郡のラトルスネーク・ビュートで採集、寸法は 6.9 x 5.4 x 3.9 cm

ジャクソン郡（英: Jackson County）は、アメリカ合衆国サウスダコタ州の南部に位置する郡である。2010年国勢調査での人口は3,031人であり、2000年の2,930人から3.4％増加した。郡庁所在地はカドカ市（人口654人）であり、同郡で人口最大の町は国勢調査指定地域のワンブリー（人口725人）である。1983年にワシャボー郡がジャクソン郡に編入されて現在の領域になった。

## 地理
アメリカ合衆国国勢調査局に拠れば、郡域全面積は1,871平方マイル (4,845.9 km2)であり、このうち陸地は1,869平方マイル (4,840.7 km2)、水域は2平方マイル (5.2 km2)で水域率は0.11％である。領域の57％はホワイト川の南岸にあるパインリッジ・インディアン居留地に入っている。バッドランズ国立公園の東端が郡内に入っている。

### 主要高規格道路
| - 州間高速道路90号線 - アメリカ国道14号線 - サウスダコタ州道44号線 - サウスダコタ州道63号線 | - サウスダコタ州道73号線 - サウスダコタ州道377号線 |

### 隣接する郡
- ハーコン郡 - 北
- ジョーンズ郡 - 北東
- メレット郡 - 東
- ベネット郡 - 南
- オグラララコタ郡 - 南西
- ペニントン郡 - 北西

### 国立保護地域
- バッドランズ国立公園（部分
- バッファローギャップ国立草原（部分)
- ミニットマン・ミサイル国立歴史史跡（部分）

## 人口動態
以下は2000年の国勢調査による人口統計データである。
| 基礎データ - 人口: 2,930人 - 世帯数: 945 世帯 - 家族数: 675 家族 - 人口密度: 1人/km2（2人/mi2） - 住居数: 1,173軒 - 住居密度: 0軒/km2（1軒/mi2） 人種別人口構成 - 白人: 50.07% - アフリカン・アメリカン: 0.03% - ネイティブ・アメリカン: 47.85% - アジア人: 0.03% - 太平洋諸島系: 0.03% - その他の人種: 0.14% - 混血: 1.84% - ヒスパニック・ラテン系: 0.41% 先祖による構成 - ドイツ系：33.6％ - イギリス系：12.1％ - ノルウェー系：9.5％ - アイルランド系：7.0％ 年齢別人口構成 - 18歳未満: 36.5% - 18-24歳: 8.0% - 25-44歳: 23.6% - 45-64歳: 20.3% - 65歳以上: 11.6% - 年齢の中央値: 31歳 - 性比（女性100人あたり男性の人口） - 総人口: 98.8 - 18歳以上: 95.4 | 世帯と家族（対世帯数） - 18歳未満の子供がいる: 38.6% - 結婚・同居している夫婦:51.4% - 未婚・離婚・死別女性が世帯主: 14.7% - 非家族世帯: 28.5% - 単身世帯: 25.2% - 65歳以上の老人1人暮らし: 11.9% - 平均構成人数 - 世帯: 3.08人 - 家族: 3.73人 収入と家計 - 収入の中央値 - 世帯: 23,945米ドル - 家族: 25,161米ドル - 性別 - 男性: 22,460米ドル - 女性: 17,895米ドル - 人口1人あたり収入: 9,981米ドル（アメリカ合衆国の郡の中では最貧クラス） - 貧困線以下 - 対人口: 36.5% - 対家族数: 29.5% - 18歳未満: 46.1% - 65歳以上: 20.1% |

## 都市と町
- ベルビディア
- コットンウッド
- インテリア
- カドカ - 郡庁所在地
- ロングバレー
- ポテトクリーク
- スタンフォード
- ワンブリー

### 郡区
ジャクソン郡は下記6つの郡区（左列）と4つの未編入領域（右列）に分けられている。
| - グランドビューII - インテリア - ジューエット - リトルバッファロー - ウォール - ウェタ | - イースト - ノースウェスト - サウスイースト - サウスウェスト |